# Антас (Бразилия)
Антас (порт. Antas)  —  муниципалитет в Бразилии, входит в штат Баия. Составная часть мезорегиона Северо-восток штата Баия. Входит в экономико-статистический  микрорегион Рибейра-ду-Помбал. Население составляет 11 838 человек на 2006 год. Занимает площадь 383,991 км². Плотность населения — 30,8 чел./км².

## Статистика
- Валовой внутренний продукт на 2003 год составляет 25 158 399,00 реалов (данные: Бразильский институт географии и статистики).
- Валовой внутренний продукт на душу населения на 2003 год составляет 1956,63 реалов (данные: Бразильский институт географии и статистики).
- Индекс развития человеческого потенциала на 2000 год составляет 0,632 (данные: Программа развития ООН).

## География
Климат местности: полупустыня.